# Cogne
Cogne é uma comuna italiana da região do Vale de Aosta com cerca de 1.469 habitantes. Estende-se por uma área de 212 km², tendo uma densidade populacional de 7 hab/km². Faz fronteira com Aymavilles, Brissogne, Champorcher, Charvensod, Fénis, Gressan, Locana (TO), Noasca (TO), Ronco Canavese (TO), Saint-Marcel, Valprato Soana (TO), Valsavarenche.

## Demografia
| Variação demográfica do município entre 1861 e 2011                               |
|                                                                                   |
| Fonte: Istituto Nazionale di Statistica (ISTAT) - Elaboração gráfica da Wikipedia |